# Aniba rosaeodora
Aniba rosaeodora är en lagerväxtart som beskrevs av Adolpho Ducke. Aniba rosaeodora ingår i släktet Aniba och familjen lagerväxter. Inga underarter finns listade i Catalogue of Life.